# Фокинский район (Брянск)
Фокинский район — один из административных районов Брянска. Району административно подчинён посёлок городского типа Белые Берега. Население — 63 773 чел. (2021), что составляет 17.14 % населения города.

## История
Годом основания Фокинского района считается 1896 год. Возникновение Льговского поселка (ныне Фокинский район) связано с развитием железнодорожного строительства на Брянщине во второй половине XIX века.
В середине 1890-х годов здесь началось строительство железнодорожной станции (ныне — станция Брянск-Льговский), вокруг которой позднее сформировался жилой посёлок, также получивший название Льговский. С апреля 1921 года Льговский посёлок включён в состав города Брянска, а 30 мая того же года, в память активного участника революционных событий на Брянщине И. И. Фокина, посёлок был переименован в Фокинский.
Во время оккупации города в годы Великой Отечественной войны Фокинский район (посёлок) назывался «Брянск-Южный».

## Население
| 1959    | 1970    | 1979    | 1989    | 2002    | 2009    | 2010    | 2012    | 2013    |
| ------- | ------- | ------- | ------- | ------- | ------- | ------- | ------- | ------- |
| 33 089  | ↗52 288 | ↗62 744 | ↗73 065 | ↗75 466 | ↘72 581 | ↗73 272 | ↘72 014 | ↘71 312 |
| 2014    | 2015    | 2016    | 2017    | 2018    | 2019    | 2020    | 2021    |         |
| ↘70 854 | ↘70 265 | ↗70 488 | ↗70 935 | ↘70 763 | ↘70 084 | ↘69 919 | ↘63 773 |         |

## Предприятия и организации
В Фокинском районе находится грузовой железнодорожный терминал «Брянск-2», размещены производственные мощности компании «Мелькрукк», находятся «Брянский мясокомбинат», «завод Литий», «Дизельный завод».

## Инфраструктура
Фокинский район вытянут вдоль главной своей магистрали — Московского проспекта, крупнейшего в городе. Многие улицы района носят имена революционных деятелей времён гражданской войны: Котовского, Чапаева, и так далее.

## Памятные места
Подвиги фокинцев в годы Великой Отечественной войны отражают памятники, установленные на территории района:
- В сквере по улице Богдана Хмельницкого в 1965 году установлен пятиметровый пилон из гранита на бетонном постаменте. У подножия памятника горит Вечный огонь. Здесь проходят торжества, посвященные Дню Победы (9 мая) и Дню освобождения города Брянска от немецко-фашистских захватчиков (17 сентября).
- В 1970 году у здания школы № 27 (ныне лицей № 27) сооружен памятник героям-комсомольцам — Владимиру Рябку, Вале Сафроновой и Игорю Кустову. Все они в разное время учились в этой школе. За совершенные в годы Отечественной войны подвиги они были посмертно удостоены высокого звания Героя Советского Союза.
- При въезде в Фокинский район из центра Брянска рядом с мостом через реку Десна возвышается памятник гвардейским танкистам, одними из первых ворвавшимся в центральную часть города 17 сентября 1943 года. Открыт памятник в 1968 году в честь 25-й годовщины освобождения города.
- В честь ратного подвига воинов-водителей на шоссе А141 «Брянск—Орёл» недалеко от городской черты, рядом с посёлком Осиновая Горка, в сентябре 1968 года открыт первый в стране памятник воинам-водителям.